# Гренландия
Гренла́ндия (гренл. Kalaallit Nunaat, дат. Grønland) — крупнейший на Земле остров. Расположен на северо-востоке Северной Америки, а потому, с точки зрения физической географии, относится к ней. Политически относится к Европе, поскольку вместе с окружающими меньшими островами образует одноимённую административную автономную единицу, входящую в состав Датского королевства. Омывается Атлантическим и Северным Ледовитым океанами. Его площадь составляет 2 166 086 км², протяжённость с севера на юг составляет 2700 км, а с запада на восток — 1300 км. По площади он в три раза уступает Австралии — наименьшему из континентов.
Крупнейший населённый пункт острова — Нуук, 17 984 человека (2019). Город расположен на полуострове в западной части Гренландии.
Крайняя северная точка острова — мыс Моррис-Джесуп, расположенный чуть южнее 84-й широты, считался самым близким к Северному полюсу участком суши до открытия в 1900 году острова Каффеклуббен.
Южная точка находится недалеко от 59-й северной широты.

## Этимология
Ранние викинги-поселенцы называли остров Грёнланд (Grœnland, «Зелёная земля»). В исландских сагах рассказывается, как норвежский викинг — Эрик Рыжий, — изгнанный из Исландии за два убийства, отправился в изгнание к земле, которая, как было известно уже до него, лежит к северо-западу. Вместе со своей немалой семьёй и трэллами, найдя благоприятное для поселения место, он поселился на острове и дал ему нынешнее имя — судя по всему, в надежде на то, что поселенцы охотнее отправятся на остров с таким благозвучным названием.
Название острова на гренландском языке звучит как Калааллит Нунаат (Kalaallit Nunaat, «земля калааллитов»). Калааллиты — это подгруппа гренландских эскимосов, обитающая на западе острова.

## Исторические сведения
Арктические народы населяли Гренландию и до открытия острова европейцами, однако к прибытию скандинавов его первые обитатели уже исчезли и остров был безлюден. Эскимосы-калаалиты, которых часто называют коренными жителями Гренландии, на самом деле появились там лишь в XIII веке, когда на острове уже двести лет как существовали поселения скандинавов. Однако, в отличие от них, эскимосы с тех пор не покидали остров и населяли его постоянно. Предками гренландских эскимосов являются носители культуры туле. Культура Туле возникла около 1000 года н. э. на Аляске и распространилась оттуда на всю северную Канаду, достигнув Гренландии в XIII веке. При этом она сменила культуру Дорсет, ранее занимавшую северо-восток Канады и северо-запад Гренландии. В фольклоре и в исландских письменных источниках есть свидетельства сложных отношений между эскимосами и скандинавскими поселенцами, населявшими Восточное поселение, Западное поселение и Ивиттуут.
Европейцами Гренландия была открыта в 982 году, когда на остров высадились норвежские викинги под руководством Эрика Торвальдсона Рыжего, который из-за кровной мести был вынужден покинуть Исландию. Эрик основал здесь колонию и дал острову название, означающее «Зелёная земля». По одной из версий, столь неподходящее название было «рекламным», с целью привлечь больше поселенцев; по другой, остров в то время действительно был покрыт растительностью. Впоследствии сын Эрика Лейф продолжил экспедиции дальше на запад и открыл Винланд — современную Канаду. Он же принёс в Гренландию христианство и крестил её жителей. Тогдашние гренландцы считались гражданами Норвегии, в состав которой тогда входила и Исландия. Поселения скандинавов со временем пришли в упадок и с 1408 года фактически исчезли.
В 1536 году Норвегия и все её заморские владения вошли в унию с Данией, которая объявила остров своим и с 1605 года начала его повторную колонизацию. После расторжения унии в 1814 году Норвегия вышла из состава Дании, но Гренландия осталась в её составе.
Во время Второй мировой войны Дания потеряла фактический контроль над Гренландией. По окончании войны Дания вернула контроль над островом, но упразднила его колониальный статус. В 1953 году Гренландия была провозглашена частью Датского королевства и получила представительство в парламенте страны, а в 1979 году получила широкую автономию по внутренним делам. С 1 января 1973 года Гренландия вместе с Данией стала частью ЕЭС, а в 1985 году покинула его по итогам референдума, сохранив при этом статус ассоциированного государства.

## Геология

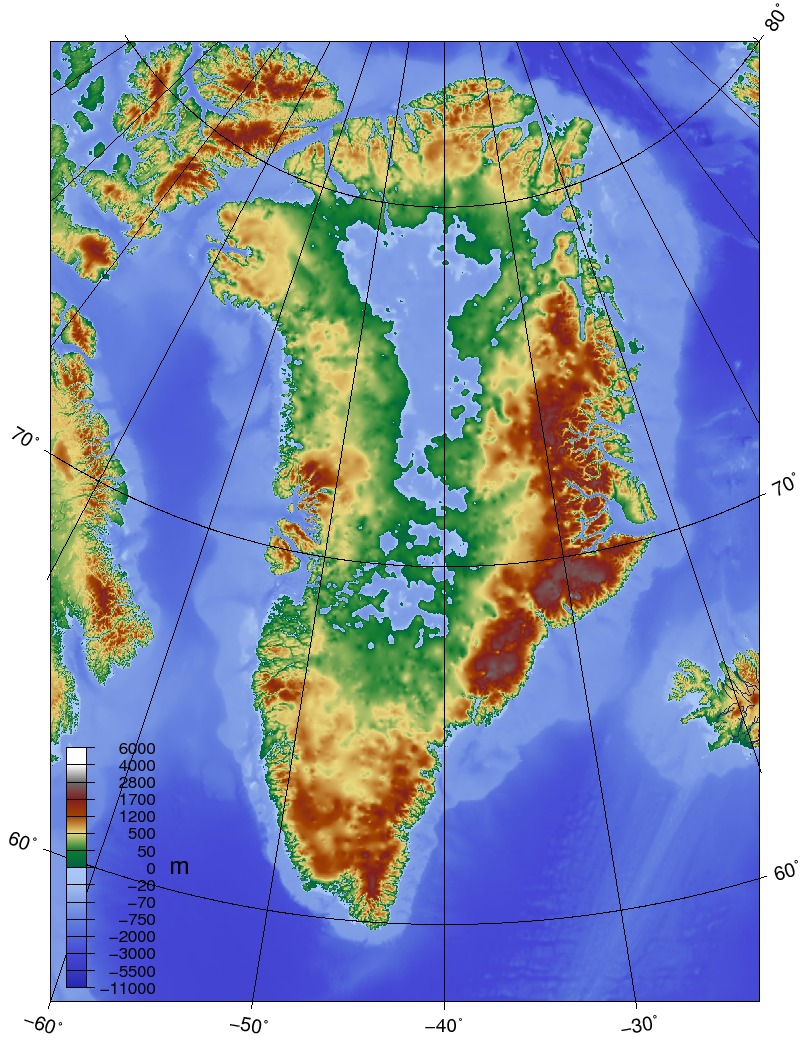
Гренландия без ледникового щита

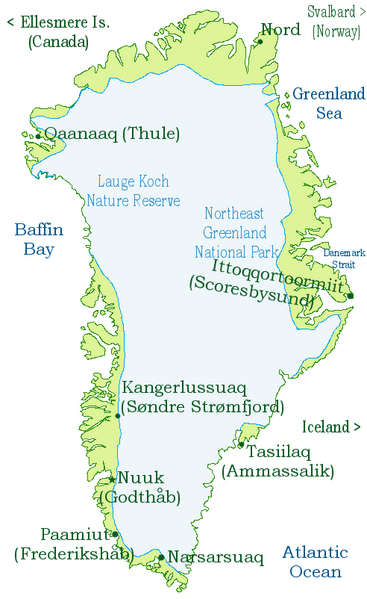
Карта-схема Гренландии и её ледникового щита

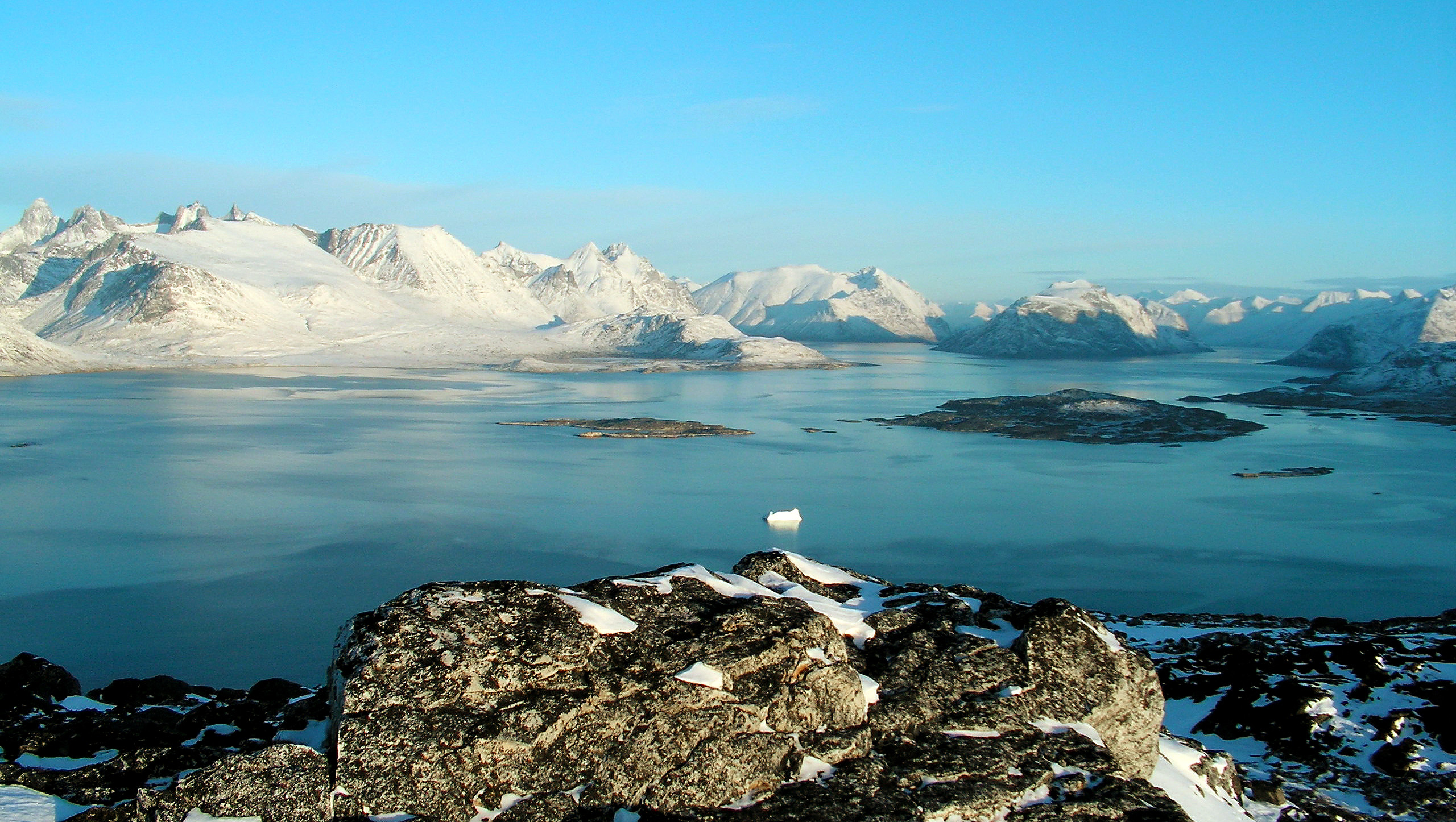
Ландшафт близ Нанорталика в южной части острова — горы и плавучие льды

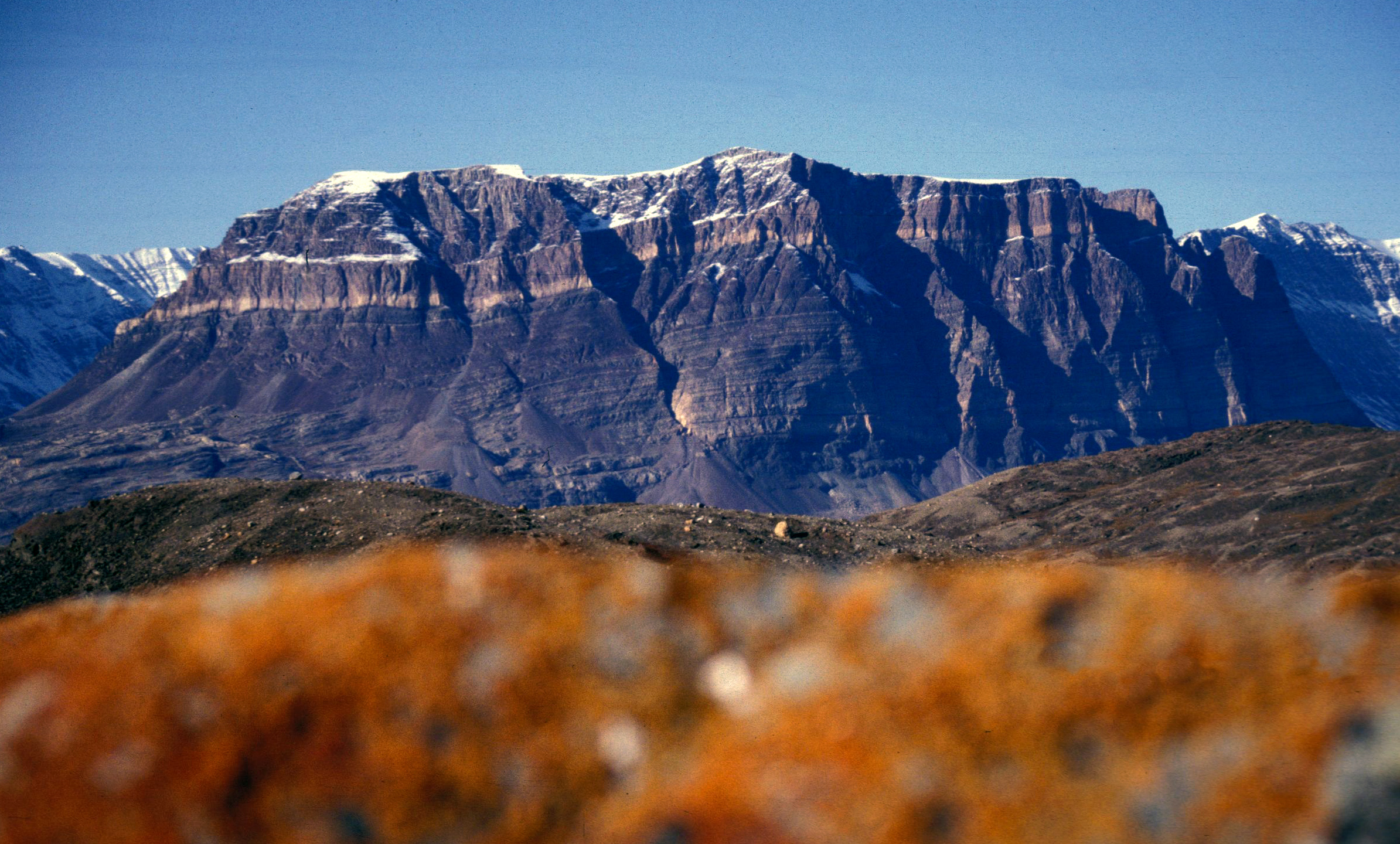
Гора За́мок дьявола

Гренландия располагается почти целиком в северо-восточной части Канадского щита, только на востоке и севере развиты зоны каледонской складчатости. Породы, слагающие щит, представлены гнейсами, кварцитами, мраморами и гранитами архейского и раннепротерозойского возраста, вулканогенно-осадочными толщами среднепротерозойского возраста. Восточная зона каледонид отделена от щита глубинным разломом. Области каледонской геосинклинали выполнены терригенными и карбонатными толщами позднего протерозоя и карбонатными породами кембрия и ордовика, смятыми в силуре в складки. В девоне в межгорных впадинах происходило накопление континентальных пород. С конца палеозоя испытывает платформенное развитие. В мезозое отлагались песчано-глинистые породы. В кайнозое Гренландия поднялась, произошли расколы, с которыми связано излияние базальтов.
Полезные ископаемые приурочены к породам архейско-раннепротерозойского возраста (криолит на юге Гренландии; графит, мрамор — в западной Гренландии); с мезозоем связаны месторождения бурых углей. В восточной зоне каледонид обнаружены месторождения свинцово-цинковых и урановых руд. Выявлены также запасы нефти и газа.

## Оледенение и рельеф
В антропогеновое время началось оледенение, скрывшее подо льдом большую часть Гренландии; ледниками покрыто 1834 тыс. км² (в том числе 1726 тыс. км² ледниковым щитом, занимающим всю внутреннюю часть и некоторые береговые районы — 81 % территории острова). Поверхность ледникового щита постепенно повышается от берегов внутрь острова. Наиболее высокий участок щита имеет форму пологого свода, вытянутого с севера на юг и поделённого под 66°—67° 30' северной широты поперечным понижением на 2 обширных купола. Северный купол достигает высоты 3300 м (под 71° северной широты и 39° западной долготы), южный — 2730 м (под 64° северной широты и 44° западной долготы). Ложе ледника имеет вогнутую форму. У западных краёв его поверхность лежит на высоте 600 м, у восточного и в районе южного купола — 1000 м, в центре острова — 0—100 м (местами ниже уровня океана). Средняя толщина ледника — 2300 м, наибольшая — 3400 м. Объём льда — 2,6 млн км³. Поверхность покрыта слоем снега, перевеваемого ветром, образующим слабые всхолмления (заструги). Ниже уровня 1800—2000 м она слабо расчленена водными потоками, возникающими летом при таянии снега и льда, а у краев (на высоте 1000—1500 м) разбита трещинами глубиной до 30—40 м. Фирновая граница на леднике лежит на высоте 1200—1500 м. Верхние слои льда перемещаются от центра к западным и восточным краям ледника со средней скоростью около 150 м в год. У краёв скорость возрастает, на отдельных участках в движение приходит вся толща льда и образуются выводные ледники — узкие, продолговатые отростки щита, которые по долинам достигают океана. Выводные ледники двигаются со скоростью 20—40 м в сутки и дают начало айсбергам (до 100—135 м высоты над уровнем океана), которые выносятся в северную часть Атлантики и представляют большую опасность для судоходства. На северном склоне щита лёд малоподвижен.
Восточное побережье омывается холодным Восточно-Гренландским течением и почти на протяжении всего года блокировано плавучими льдами, приносимыми из центральной части Северного Ледовитого океана. Более доступно с моря юго-западное побережье, омываемое тёплыми водами Западно-Гренландского течения. Северное побережье острова блокировано льдом на протяжении всего года. Берега сильно изрезаны глубокими и длинными фьордами, доходящими до краёв ледяного щита. Общая протяжённость береговой линии достигает 39 тысяч км.
Участки непокрытой льдом суши протягиваются в виде непрерывной полосы вдоль берегов острова, достигая местами ширины 200—250 км. Наиболее значительные территории они занимают на юго-западе и севере острова и представляют собой плоскогорья высотой 400—600 м, чередующиеся с горными массивами высотой до 1700—2000 м. Восточное побережье образуют покрытые горными ледниками хребты, в одном из которых — хребет Уоткинса — расположена наиболее высокая вершина Гренландии и всей Арктики — г. Гунбьёрн, 3694 м. На западе древний кристаллический щит выходит на поверхность, образуя широкий, но прерывистый пояс массивов и нагорий побережья моря Баффина. Северный берег Гренландии — Земля Пири — также свободен от ледяного покрова, ввиду низкой влажности воздуха, неспособного восполнять расход льда, а также малоподвижности северного края ледового щита.

## Климат
Климат прибрежных районов Гренландии изменчив. Он наиболее мягкий на юго-западном побережье. Средние температуры июля в Какортоке — +9,6 °С, в Нууке — +8,3 °С, а в январе, соответственно, — −7,8 °С и −10,7 °С. Летом иногда температура бывает чуть выше +21 °С, но нередко даже в разгар лета температуры держатся около 0 °С. Самые низкие температуры наблюдаются в центре острова, зимой на ледниковом щите температура нередко опускается ниже −60 °С, а летом не поднимается выше −12 °С.
На западном побережье также холодно. В Питуффике средняя температура января — −27 °С. Здесь с поверхности ледникового покрова со скоростью до 70 км/ч часто дуют сильные стоковые ветры. Зимой бухты и фьорды даже на западном побережье севернее острова Диско замерзают. На юго-западном побережье Гренландии выпадает довольно много осадков. Средняя годовая сумма осадков в Какортоке — 1080 мм, в Нууке — 660 мм, на крайнем севере — всего 100—200 мм. Летом на побережье часто бывают туманы.
Расход льда в краевой части щита, вызываемый летним таянием и отделением айсбергов, не компенсируется накоплением льдов внутри Гренландии, и ледник довольно быстро сокращается — за период с 2000 по 2008 годы ледник уменьшился на 1500 гигатонн, что эквивалентно ежегодному повышению уровня Мирового океана на 0,46 мм. Запаса воды в ледниковом щите Гренландии (2,5⋅106 км³) хватит, чтобы повысить уровень Мирового океана на 7 м. За последние 23 тысячи лет из-за таяния ледников Гренландии уровень Мирового океана поднялся на 4,6 метра.
По другим данным, учёные из университета Буффало показали, что до сих пор все эти модели были упрощенными и давали слишком оптимистичные оценки. Для этого д-р Ксато с коллегами проанализировали большой массив данных, полученных, во-первых, от спутника NASA ICESat, созданного и запущенного на орбиту как раз для этих целей, а, во-вторых, от полевых исследований в Гренландии, выполненных в рамках проекта «Ледяной мост». В целом, анализировались данные из 100 тыс. мест за период с 1993 по 2012 годы. Анализ столь обширной и полной информации показал, что гренландские ледники ведут себя сложнее, чем ранее считалось. В то время как одни из них стабильно тают, толщина вторых, напротив, увеличивается. А третьи и вовсе «пульсируют». Всё это зависит от сложнейшего сочетания факторов — локальных климатических и гидрологических условий, формы ледника, гидрологии и так далее. Всего геологи из университета Буффало насчитали в Гренландии свыше 240 ледников шириной от 1,5 км и больше, и разделили их, по особенностям их поведения, на 7 групп. Это был детальный подход. Если же брать всю картину в целом, оказалось, что на самом деле с 2003 по 2009 год (за этот период есть самые полные данные) гренландский ледяной покров терял ежегодно 243 гигатонны льда, что приводило к повышению уровня Мирового океана на 0,68 миллиметра ежегодно.

## Растительность
Растительность в Гренландии распространена на свободных ото льда местах. На крайнем юге встречаются берёзовое криволесье, заросли рябины, ольхи, ивы и можжевельника, а также осоковые, вереск и злаково-разнотравные луга. На побережье до 80° северной широты преобладает тундра, на юге — кустарниковая (карликовая берёза, голубика, водяника и другие), на севере — мохово-лишайниковая, на северном побережье — разреженная растительность арктических пустынь.

## Животный мир
На берегах обитают северный олень, овцебык (на севере), белый медведь (изображён на гербе), песец, полярный волк, лемминг, в прибрежных водах — гренландский кит, гренландский тюлень, морж и другие (всего 30 видов млекопитающих). Из птиц особенно распространены гаги, чайки и белые куропатки. Из рыб промысловое значение имеют атлантическая треска, палтус, мойва, атлантический лосось, акула. Ведётся также промысел креветок. Из класса насекомых обнаружено около 700 видов из 13 отрядов (ещё 4 отряда интродуцированы), из них более 300 — двукрылые, 90 — перепончатокрылые (включая 2 вида шмелей, северный шмель и полярный шмель), 60 — жуки (включая эндемика острова Atheta groenlandica), 50 — бабочки. Паукообразных — 100, пресноводных ракообразных примерно 60 видов, Collembola — 40, клоп Nysius groenlandicus.
Ископаемая энтомофауна представлена несколькими десятками видов жуков и других насекомых, включая останки современного арктического жука Amara alpina.
В книге 2015 года (Vilhelmsen, 2015) упоминается инвазивный космополитный фараонов муравей.
Первые сообщения о насекомых острова появились в 1780 году в книге «Fauna Groenlandica». Её автор — Отто Фабрициус (1744—1822, дальний родственник знаменитого энтомолога Иоганна Фабриция) описал 470 видов животных, включая 62 вида насекомых и 19 паукообразных.
В Гренландии обнаружено 290 видов клещей из отряда Parasitiformes (Mesostigmata — 63 вида и 1 вид — Ixodida) и отряда Acariformes (Prostigmata — 94, Endeostigmata — 5, Oribatida — 110, Astigmata — 17). Среди панцирных клещей Гренландии преобладают широко распространенные полизональные формы (70 %), а специализированные криобионтные виды (арктические и арктомонтанные) представлены единично (4 %), при этом неарктические элементы преобладают над вселенцами из Европы (соотношение 1,5 : 1). Среди гамазовых клещей лишь 25 % широкоареальных видов, а криобионтный элемент достигает 45 %; в то же время соотношение видов неарктического и палеарктического происхождения 1:4.

## Население

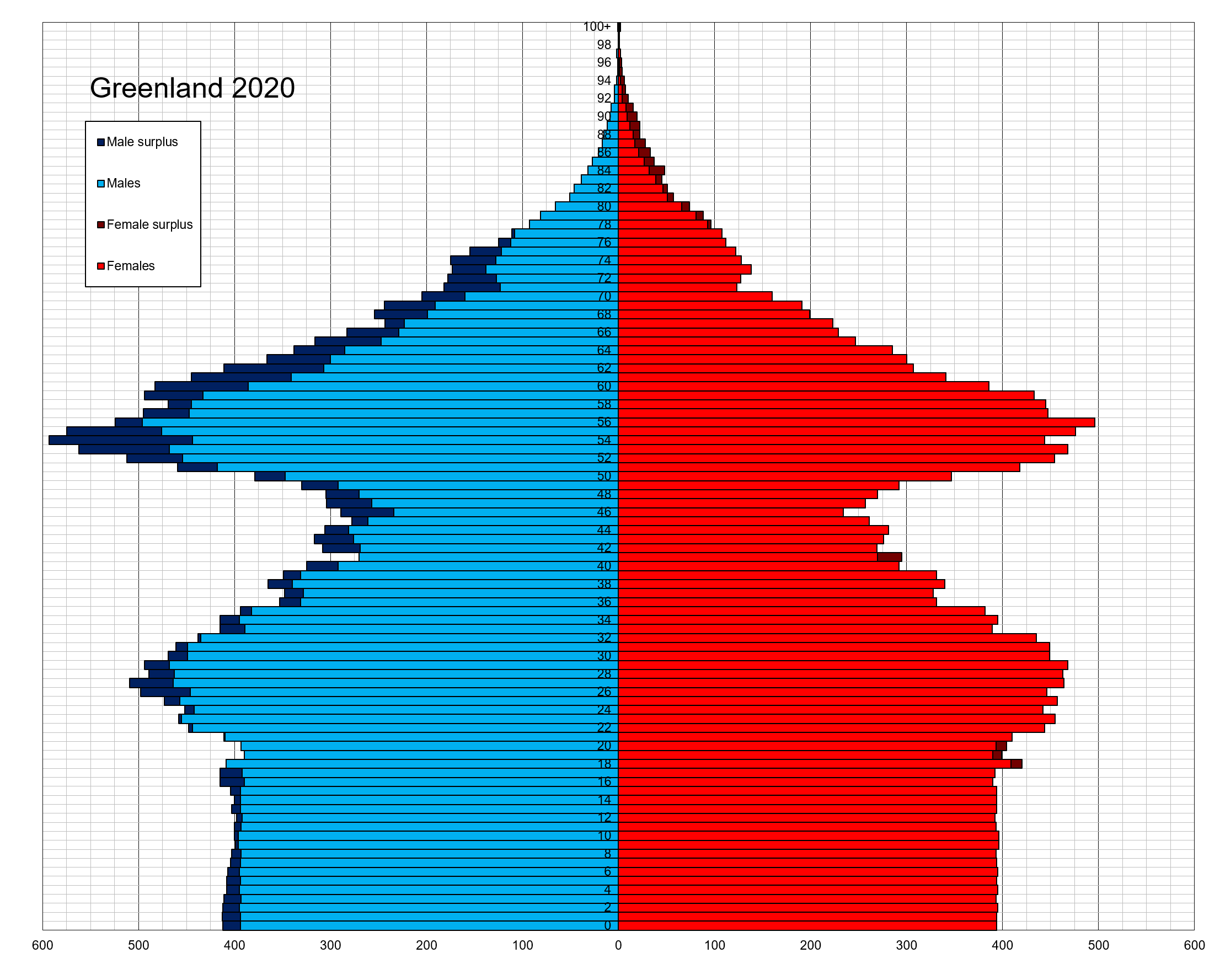
Демографическая пирамида Гренландии в 2020

Население Гренландии по данным на 2019 год составляло 55 992 человека, что даёт плотность населения всего архипелага в 0,027 чел./км². Основные народы на территории Гренландии — это гренландские эскимосы (на местном языке — калааллиты), составляющие около 90 % всего населения; остальные 10 % — в основном датчане и другие европейцы.
Подавляющее большинство населения проживают на юго-западном побережье, где сосредоточены крупные города Гренландии: Нуук, Какорток, Сисимиут, Маниитсок. Занятия населения — чаще всего охота, рыболовство.
Основной язык Гренландии — гренландский. Распространён также датский.

## Политическая принадлежность острова

Гренландия на карте

С момента основания в 983 году первых норманских поселений до принятия местным населением христианства в 1262 году Гренландия формально не имела политической принадлежности, а с этого момента и до начала XVIII века остров формально принадлежал Норвегии (однако с XIV века контакты с Гренландией прекратились).
В 1721 году началась датская колонизация острова. В 1744 году Дания установила государственную монополию (существовала до 1950 года) на торговлю с Гренландией. В 1814 году при расторжении датско-норвежской унии Гренландия осталась за Данией и до 1953 года являлась её колонией. В 1953-м Гренландия была объявлена частью территории Датского королевства.
В апреле 1940 года, после оккупации Дании Германией, правительство США заявило о распространении на Гренландию доктрины Монро. 9 апреля 1941 года посланник Дании в Вашингтоне подписал с американским правительством т. н. соглашение об обороне Гренландии. После вступления Дании в НАТО (4 апреля 1949 года) между датским и американским правительствами 27 апреля 1951 года было подписано новое соглашение, по которому Дания и США осуществляют совместную оборону острова. В 1971 году США имели в Гренландии 2 военные базы и другие военные объекты.
6 августа 2004 года — США и Дания подписали соглашение, модернизирующее Договор 1951 года о защите Гренландии. В первую очередь речь идёт о модернизации американской базы Туле в рамках создаваемой США системы противоракетной обороны.

### Предложения США о покупке Гренландии
В XIX веке государственный секретарь Уильям Генри Сьюард изучал возможность покупки Гренландии в 1867 году, однако оппозиция в Конгрессе США отклонила его проект.
В XX веке после Второй мировой войны Соединённые Штаты Америки проявили геополитический интерес к Гренландии, а в 1946 году предложили купить остров у Дании за 100 миллионов долларов, но Дания отказалась его продавать.
В XXI веке Соединённые Штаты, согласно «WikiLeaks», по-прежнему заинтересованы в добыче углеводородов у побережья Гренландии. В августе 2019 года президент США Дональд Трамп предложил купить Гренландию, что вынудило премьер-министра Гренландии Кима Кильсена выступить с заявлением: «Гренландия не продаётся и не может быть продана, но Гренландия открыта для торговли и сотрудничества в военном и экономическом плане с США». В декабре 2024 Трамп вновь выступил с предложением о покупке Гренландии, но новый премьер-министр Гренландии Муте Эгеде также ответил, что остров не продается.

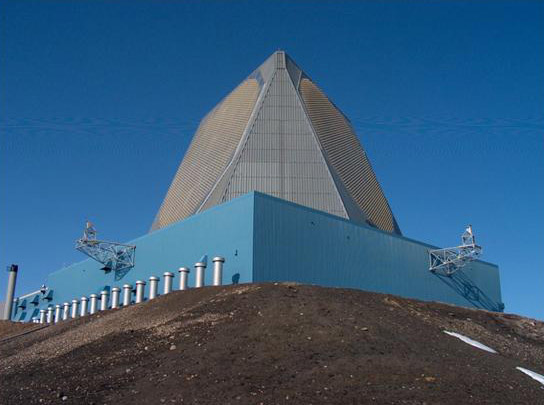
Американская военно-космическая база (12th Space Warning Squadron)

### Борьба за независимость
В мае 1953 года Копенгаген выселил 187 эскимосов за 150 км к северу от Туле, в гораздо более суровое место Каанак. Депортация прошла с человеческими жертвами.
Идея о независимости Гренландии появилась в 1979 году, когда был принят закон о «внутренней автономии». Он создал региональный парламент и дал властям острова значительную свободу в сборе налогов, а также в вопросах культуры, образования, охоты и рыбалки.
В августе 1999 года эскимосы выиграли первый судебный процесс, добившись признания незаконности депортации, однако сумма компенсации была мала: менее 200 € на человека.
В 2003 году островитяне создали движение «Гхингит’уак-53», целью которого стало возвращение вынужденных переселенцев на свои земли и получение компенсации за причиненные им страдания.
В 2008 году прошёл референдум по закону о самоуправлении. 75 % населения проголосовало за возможность объявления независимости в любой момент. Для этого им нужно набрать большинство на референдуме о независимости острова. Решение о референдуме парламент может принять самостоятельно. Копенгаген признал закон о самоуправлении, то есть он не будет возражать против объявления независимости.
Разногласия между Данией и Гренландией обострились в конце 2017 года. Тогда бывший министр труда Виитус Куйаукитсок подал жалобу на правительство Дании в ООН. Причиной послужило самоустранение Дании от решения проблемы с загрязнением острова американскими военными. Тревогу у местных властей вызывала заброшенная база Camp Century, построенная в толще ледника. На ней до сих пор[уточнить] находятся радиоактивные отходы, брошенные американской армией.
В 2025 году премьер-министр Гренландии Эгеде вновь поднял вопрос о независимости от Дании в связи с предложениями Трампа купить остров.